# سوگلی (فیلم ۲۰۱۸)
سوگلی (انگلیسی: The Favourite) فیلمی در ژانر کمدی سیاه تاریخی به کارگردانی یورگوس لانتیموس است که در سال ۲۰۱۸ منتشر شد. نوشتن فیلم‌نامهٔ این فیلم بر عهدهٔ دبورا دیویس و تونی مک‌نامارا بوده‌است. داستان فیلم در اوایل قرن ۱۸ بریتانیای کبیر جریان دارد و به رابطهٔ میان عموزاده‌ها سارا چرچیل، دوشس مارلبرو (ریچل وایس) و ابیگیل مشام (اما استون) می‌پردازد که در حال رقابت برای تبدیل‌شدن به ندیمهٔ ملکه آن (الیویا کلمن) هستند. این فیلم با مشارکت استودیوهای مستقر در بریتانیا، ایرلند و ایالات متحده تولید شده‌است. مراحل تصویربرداری اصلی از مارس تا می ۲۰۱۷ به طول انجامید و در خانهٔ هتفیلد در هرتفوردشر و در کاخ همپتون کورت تکمیل شد.
سوگلی  در ۳۰ اوت ۲۰۱۸ در هفتاد و پنجمین دوره جشنواره بین‌المللی فیلم ونیز به نمایش درآمد و آن‌جا برندهٔ جایزهٔ بزرگ هیئت داوران و جام ولپی بهترین بازیگر زن برای کلمن شد. این فیلم در ۲۳ نوامبر ۲۰۱۸ توسط فاکس سرچلایت پیکچرز در ایالات متحده و در ۱ ژانویهٔ ۲۰۱۹ در بریتانیا و ایرلند اکران شد. این فیلم در گیشه موفق بود و با بودجهٔ ۱۵ میلیون دلاری به فروش ۹۵ میلیون دلاری در سراسر جهان دست یافت.
سوگلی مورد تحسین منتقدان قرار گرفت و بیشتر ستایش‌ها برای اجرای سه بازیگر زن اصلی و کارگردانی لانتیموس بود. این فیلم جوایز و نامزدهای متعددی را به همراه داشت؛ از جمله ده نامزدی جایزهٔ اسکار که با رما برای بیشترین نامزدی در همان سال برابری کرد. سوگلی برندهٔ هفت جایزهٔ بفتا (از جمله بهترین فیلم بریتانیا و بهترین بازیگر نقش مکمل زن برای وایس) و ده جایزه از جوایز فیلم مستقل بریتانیا شد. کلمن برندهٔ جایزهٔ بهترین بازیگر زن در جوایز اسکار، گلدن گلوب و بفتا شد. این فیلم از سوی انستیتوی فیلم آمریکایی به عنوان یکی از ده فیلم برتر سال ۲۰۱۸ انتخاب شد. این فیلم همچنین برنده هشت جایزهٔ فیلم اروپا از جمله بهترین فیلم، بهترین کارگردانی و بهترین بازیگر زن برای کلمن شد.

## داستان
در سال 1705، انگلستان درگیر جنگ با فرانسه است. ملکه «آن» به دلیل بیماری جسمی، علاقه‌ای به امور حکومتی ندارد و بیشتر وقتش را با 17 خرگوش خانگی‌اش می‌گذراند که جایگزینی برای فرزندان از دست‌رفته‌اش هستند. نفوذ واقعی در دربار در دست «سارا چرچیل» است؛ مشاور، دوست نزدیک و معشوقه پنهانی ملکه که عملاً کشور را از طریق تأثیرگذاری‌اش بر آن هدایت می‌کند. این قدرت سارا، مورد تهدید «رابرت هارلی»، رهبر جناح مخالف قرار گرفته است.
در این میان، «ابیگیل هیل»، دخترعموی فقیر سارا، برای یافتن شغلی وارد کاخ می‌شود. گذشته‌ی آشفته او، که به‌خاطر قماربازی پدرش تا حد بردگی تنزل یافته، باعث شده تنها به‌عنوان خدمتکار ساده در آشپزخانه قصر پذیرفته شود. اما وقتی ابیگیل با استفاده از گیاهان دارویی، درد نقرس ملکه را کاهش می‌دهد، با اینکه ابتدا به‌خاطر ورود بی‌اجازه به اتاق ملکه تنبیه می‌شود، سارا متوجه توانایی او شده و او را به مقام خادمه‌ی مخصوص اتاق خواب ملکه منصوب می‌کند.
با گذر زمان، ابیگیل به رابطه نزدیک و صمیمی‌ای با ملکه دست پیدا می‌کند که جنبه جنسی هم پیدا می‌کند. سارا از این دلبستگی جدید آگاه می‌شود و تلاش می‌کند ابیگیل را از دربار بیرون کند، اما موفق نمی‌شود. در این شرایط، ابیگیل که حالا قدرت بیشتری دارد، با هدف بازگشت به طبقه اشرافی، پیشنهاد قبلی هارلی برای جاسوسی را می‌پذیرد و با زیرکی، سارا را با ریختن دارو در چای‌اش از میدان به‌در می‌کند. سارا بیهوش در یک فاحشه‌خانه به هوش می‌آید و ملکه، که از ناپدید شدن سارا دلخور است، به ابیگیل بیشتر اعتماد می‌کند و او را به ازدواج با «سرهنگ مشام» درمی‌آورد تا عنوان اشرافی بگیرد.
ابیگیل در این مرحله از طریق ملکه، در سیاست‌های جنگی کشور نیز اثرگذار می‌شود. وقتی سارا بازمی‌گردد و با تهدید افشای رابطه‌اش با ملکه تلاش می‌کند جایگاهش را پس بگیرد، دچار تردید و پشیمانی می‌شود و نامه‌های تهدیدآمیزش را می‌سوزاند. اما ملکه به‌رغم این موضوع، او را از دربار اخراج می‌کند.
مشاور ارشد خزانه‌داری، لرد گودالفین، سعی می‌کند با قانع کردن ملکه، میان او و سارا آشتی برقرار کند. سارا هم در نهایت نامه‌ای آشتی‌جویانه می‌فرستد. ولی ابیگیل که حالا به خزانه‌دار خصوصی ملکه تبدیل شده، آن نامه را پنهان و سپس نابود می‌کند و با ارائه مدارکی جعلی از اختلاس سارا، ملکه را علیه او تحریک می‌کند. ملکه که منتظر نامه سارا بوده و آن را دریافت نمی‌کند، به دروغ ابیگیل اعتماد کرده و سارا و همسرش را تبعید می‌کند.
در غیاب سارا، ابیگیل که حالا قدرت بلامنازع دربار است، کم‌کم از ملکه فاصله می‌گیرد و به خوش‌گذرانی و بی‌اعتنایی به امور سلطنتی مشغول می‌شود. تا اینکه یک روز، وقتی یکی از خرگوش‌های ملکه را آزار می‌دهد، ملکه که از وضعیت جسمانی‌اش رنج می‌برد، با خشم از بستر بلند می‌شود، ابیگیل را مجبور می‌کند تا جلویش زانو بزند و پایش را ماساژ دهد. در حالی که ابیگیل با اکراه و درد ماساژ می‌دهد، ملکه موهایش را به آرامی می‌کشد و با نگاه سنگینش نشان می‌دهد که از این بازی قدرت آگاه شده است.

## بازیگران
- الیویا کلمن در نقش ملکه آن
- ریچل وایس در نقش سارا چرچیل، دوشس مارلبرو
- اما استون در نقش ابیگیل
- نیکلاس هولت در نقش هارلیدر نقش
- جو آلوین در نقش مسم
- جیمز اسمیت در نقش گودولفین
- مارک گیتیس در نقش جان چرچیل
- جنی رینزفورد در نقش می
- جک ویل در نقش پسر[۱۱]

## داستان
در اوایل قرن هجدهم زمانی که انگلستان با فرانسه در جنگ به سر می‌برد. ملکه آن ضعیف، تخت سلطنت را اشغال می‌کند و بهترین دوستش سارا چرچیل به جای او به امور حکومتی رسیدگی می‌کند. تا اینکه یک خدمتکار جدید به نام ابیگل توجه سارا را به خود جلب می‌کند و او را زیر پرو بال خودش می‌گیرد. ابیگل فرصتی پیدا می‌کند تا به ریشهٔ اشرافی خود بازگردد اما …

## جوایز
- برنده جایزه اکتا (بهترین بازیگر نقش اول زن) سال ۲۰۱۹[۱۲][۱۳]
- برنده جایزه اکتا (بهترین فیلمنامه) سال ۲۰۱۹
- برنده جایزه اتحادیه زنان روزنامه‌نگار سینمایی (بهترین فیلمنامه) سال ۲۰۱۹[۱۴][۱۵]
- برنده جایزه اتحادیه زنان روزنامه‌نگار سینمایی (بهترین بازیگر نقش اول زن) سال ۲۰۱۹
- برنده جایزه بنیاد فیلم آمریکا سال ۲۰۱۹[۱۶][۱۷]
- برنده جایزه انجمن منتقدان فیلم آستین سال ۲۰۱۹[۱۸][۱۹]